# UK Women's Championship 2021
Lo UK Women's Championship 2021 è il primo evento del World Women's Snooker della stagione 2021-2022 di snooker, e la 14ª edizione di questo torneo, che si disputerà il 4 e il 5 settembre 2021, presso il Northern Snooker Centre di Leeds, in Inghilterra.
La campionessa in carica è Reanne Evans.

## Fase a gironi

### Gruppo A
| N° | Giocatore      | M | V | N | P | FV | FP | DF | HB | Pt |
| -- | -------------- | - | - | - | - | -- | -- | -- | -- | -- |
| 1  | Laura Evans    | 0 | 0 | 0 | 0 | 0  | 0  | 0  | 0  | 0  |
| 2  | Yo Lun Yen     | 0 | 0 | 0 | 0 | 0  | 0  | 0  | 0  | 0  |
| 3  | Kate Le Gallez | 0 | 0 | 0 | 0 | 0  | 0  | 0  | 0  | 0  |
| 4  | Sophie Nix     | 0 | 0 | 0 | 0 | 0  | 0  | 0  | 0  | 0  |
| 5  | Michelle Brown | 0 | 0 | 0 | 0 | 0  | 0  | 0  | 0  | 0  |

### Gruppo B
| N° | Giocatore       | M | V | N | P | FV | FP | DF | HB | Pt |
| -- | --------------- | - | - | - | - | -- | -- | -- | -- | -- |
| 1  | Diana Schuler   | 0 | 0 | 0 | 0 | 0  | 0  | 0  | 0  | 0  |
| 2  | Chucky Preston  | 0 | 0 | 0 | 0 | 0  | 0  | 0  | 0  | 0  |
| 3  | Chloe White     | 0 | 0 | 0 | 0 | 0  | 0  | 0  | 0  | 0  |
| 4  | Elizabeth Black | 0 | 0 | 0 | 0 | 0  | 0  | 0  | 0  | 0  |
| 5  | Jamie Hunter    | 0 | 0 | 0 | 0 | 0  | 0  | 0  | 0  | 0  |

### Gruppo C
| N° | Giocatore        | M | V | N | P | FV | FP | DF | HB | Pt |
| -- | ---------------- | - | - | - | - | -- | -- | -- | -- | -- |
| 1  | Maria Catalano   | 0 | 0 | 0 | 0 | 0  | 0  | 0  | 0  | 0  |
| 2  | Shannon Metcalf  | 0 | 0 | 0 | 0 | 0  | 0  | 0  | 0  | 0  |
| 3  | Laura Killington | 0 | 0 | 0 | 0 | 0  | 0  | 0  | 0  | 0  |
| 4  | Michelle Baker   | 0 | 0 | 0 | 0 | 0  | 0  | 0  | 0  | 0  |
| 5  | Mandy Booth      | 0 | 0 | 0 | 0 | 0  | 0  | 0  | 0  | 0  |

### Gruppo D
| N° | Giocatore         | M | V | N | P | FV | FP | DF | HB | Pt |
| -- | ----------------- | - | - | - | - | -- | -- | -- | -- | -- |
| 1  | Steph Daughtery   | 0 | 0 | 0 | 0 | 0  | 0  | 0  | 0  | 0  |
| 2  | Mariia Shevchenko | 0 | 0 | 0 | 0 | 0  | 0  | 0  | 0  | 0  |
| 3  | Jan Hughes        | 0 | 0 | 0 | 0 | 0  | 0  | 0  | 0  | 0  |
| 4  | Annamaria Wilkins | 0 | 0 | 0 | 0 | 0  | 0  | 0  | 0  | 0  |
| 5  | Cath Bailey       | 0 | 0 | 0 | 0 | 0  | 0  | 0  | 0  | 0  |

### Gruppo E
| N° | Giocatore          | M | V | N | P | FV | FP | DF | HB | Pt |
| -- | ------------------ | - | - | - | - | -- | -- | -- | -- | -- |
| 1  | Connie Stephens    | 0 | 0 | 0 | 0 | 0  | 0  | 0  | 0  | 0  |
| 2  | Aimee Benn         | 0 | 0 | 0 | 0 | 0  | 0  | 0  | 0  | 0  |
| 3  | Mary Talbot-Deegan | 0 | 0 | 0 | 0 | 0  | 0  | 0  | 0  | 0  |
| 4  | Annette Bates      | 0 | 0 | 0 | 0 | 0  | 0  | 0  | 0  | 0  |

### Gruppo F
| N° | Giocatore      | M | V | N | P | FV | FP | DF | HB | Pt |
| -- | -------------- | - | - | - | - | -- | -- | -- | -- | -- |
| 1  | Jackie Ellis   | 0 | 0 | 0 | 0 | 0  | 0  | 0  | 0  | 0  |
| 2  | Zoe Killington | 0 | 0 | 0 | 0 | 0  | 0  | 0  | 0  | 0  |
| 3  | Louise Cothier | 0 | 0 | 0 | 0 | 0  | 0  | 0  | 0  | 0  |
| 4  | Annette Lord   | 0 | 0 | 0 | 0 | 0  | 0  | 0  | 0  | 0  |
| 5  | Jenny Poulter  | 0 | 0 | 0 | 0 | 0  | 0  | 0  | 0  | 0  |

### Gruppo G
| N° | Giocatore      | M | V | N | P | FV | FP | DF | HB | Pt |
| -- | -------------- | - | - | - | - | -- | -- | -- | -- | -- |
| 1  | Emma Parker    | 0 | 0 | 0 | 0 | 0  | 0  | 0  | 0  | 0  |
| 2  | Emma Brown     | 0 | 0 | 0 | 0 | 0  | 0  | 0  | 0  | 0  |
| 3  | Laura Gillett  | 0 | 0 | 0 | 0 | 0  | 0  | 0  | 0  | 0  |
| 4  | Harriet Haynes | 0 | 0 | 0 | 0 | 0  | 0  | 0  | 0  | 0  |
| 5  | Nat Howard     | 0 | 0 | 0 | 0 | 0  | 0  | 0  | 0  | 0  |